# Asterina phylactica
Asterina phylactica is een zeester uit de familie Asterinidae. De soort werd in 1979 beschreven en benoemd door Emson & Crump. Het kan worden gevonden op geografisch wijdverbreide locaties rond de Britse Eilanden en in de Middellandse Zee.

## Beschrijving
Asterina phylactica is een vijfhoekige zeester met korte stompe armen en een afgeplatte vorm. Het groeit tot een diameter van ongeveer 15 mm en is olijfgroen met een centrale bruine stervormige markering, een bleke onderkant en een duidelijke snijrand tussen de boven- en ondervlakken. Het kan worden onderscheiden van de nauw verwante Asterina gibbosa door het feit dat het minder platen rond zijn mond heeft, zijn kleinere formaat en zijn karakteristieke kleur. Ooit werd aangenomen dat de twee dezelfde soort waren, maar in 1979 realiseerde men zich dat de twee naast de verschillen in uiterlijk ook verschillende ecologische niches bezetten en verschillende reproductiemethoden hadden. 

## Verspreiding en leefgebied
Asterina phylactica is inheems in de noordwestelijke Atlantische Oceaan, de Middellandse Zee en de Adriatische Zee. Rond de Britse Eilanden wordt A. phylactica gevonden rond de zuidwestkusten, maar komt ook voor aan de westkust van Schotland en Noordwest-Ierland. In Wales zijn de typische leegomgevingen voor deze soort rotspoelen aan blootgestelde kusten met veel korstvormende koraalalgen. Het is een tolerante soort en kan zich aanpassen aan een reeks verschillende zoutgehalten en temperaturen.

## Biologie
Asterina phylactica voedt zich met de film van bacteriën en diatomeeën die op het oppervlak van rotsen bevinden. Om dit te doen, keert het zijn maag om en drukt het tegen de rots voordat het spijsverteringsenzymen afscheidt. In hun eerste jaar zijn individuen van Asterina phylactica allemaal mannetjes, maar in het volgende jaar worden ze hermafrodiet en produceren ze zowel sperma als eieren. Het broedseizoen is het late voorjaar en verschillende individuen komen samen in een groep. Sperma wordt in zee gelost en de eitjes worden bevrucht. De zich ontwikkelende embryo's worden onder de zeester vastgehouden waar ze ongeveer drie weken worden uitgebroed. De eieren hebben directe ontwikkeling en metamorfoseren in juveniele zeesterren die onder hun moeder vandaan kruipen en zich verspreiden. De levensduur is waarschijnlijk ongeveer twee jaar, aangezien vrouwtjes normaal gesproken sterven nadat ze hun jongen hebben gebroed.